# Lauroux
Lauroux – miejscowość i gmina we Francji, w regionie Oksytania, w departamencie Hérault.